# Dynamit

A. Materiał porowaty, nitrogliceryna, materiał palny, nitroceluloza i azotan amonu
B. Ochronna warstwa otaczająca materiał wybuchowy
C. Spłonka
D. Lont
E. Paski metalu utrzymujące laski dynamitu

Dynamit – materiał wybuchowy wynaleziony przez szwedzkiego chemika Alfreda Nobla (opatentowany w 1867 roku). Początkowo zawierał 75% nitrogliceryny i 25% ziemi okrzemkowej. Wykorzystanie tego ostatniego składnika i wytworzenie dynamitu było właściwie dziełem przypadku – ziemia okrzemkowa zwykle służyła do uszczelniania metalowych naczyń, w których przechowywano alkoholowy roztwór nitrogliceryny. Ziemia okrzemkowa nasycona nitrogliceryną ma ciastowatą konsystencję i można ją rolować w laski bez ryzyka przedwczesnego wybuchu. Nowoczesny dynamit zawiera ok. 10% nitrogliceryny, a pozostałymi składnikami użytymi w jego produkcji mogą być: materiał porowaty (ziemia okrzemkowa lub węglan magnezu), materiał palny (np. mączka drzewna) oraz substancje wybuchowe (nitroceluloza i azotan amonu).
Materiał wybuchowy typowo owinięty jest osłonką warstwową, posiada spłonkę, lont, a dodatkowe laski dynamitu przymocowane są taśmami.
Dynamit jest materiałem, który podczas wybuchu wydziela mniej energii niż czysta nitrogliceryna, jednakże jest znacznie odporniejszy na wstrząsy i uderzenia. Został rozpowszechniony bardzo szybko w każdej części świata, ze względu na bezpieczeństwo transportu i łatwe użycie. W pierwszym roku wytworzono około 11 ton dynamitu, a już po pięciu latach produkcja wzrosła aż do 1 350 ton rocznie. Dynamit jest stosowany głównie do kruszenia tworów geologicznych oraz budynków; ma też zastosowania militarne.